# Río Susitna

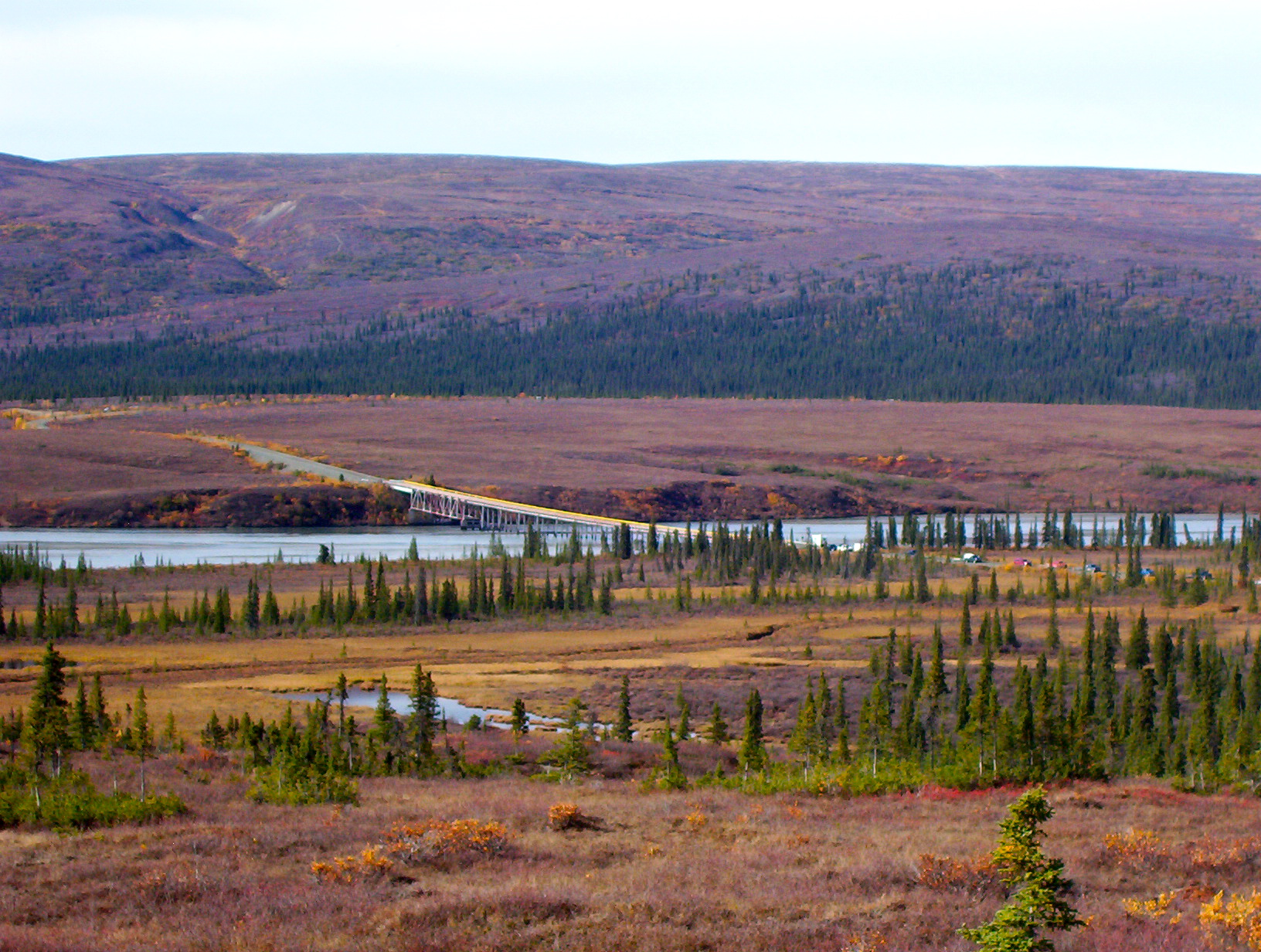
El Susitna visto desde la autopista Denali, Alaska.

El río Susitna (del inglés: Susitna River), es un río de 504 km de longitud situado en la región centro sur del estado estadounidense de Alaska. Se sitúa en la 15.ª posición de los Estados Unidos por volumen medio de descarga en la desembocadura. El río discurre desde su nacimiento en el glaciar Susitna, situado en el monte Hayes, hasta su desembocadura en el océano Pacífico a través de la ensenada de Cook (Cook Inlet).

## Historia
El nombre que le daban los indios tanaina era «río arenoso», fue publicado por el Departamento Hidrográfico ruso como «R (eka) Sushitna» en una carta fechada en 1847. El río Susitna parece haber sido explorado por primera vez en 1834, por «un criollo llamado Malakov» y el nombre puede haber sido obtenido por los rusos en aquel tiempo (Dall, 1870, p.12,273). La grafía actual del nombre se ha desarrollado debido a motivos eufemísticos.

## Descripción
El río Susitna nace en el glaciar Susitna (63°30′N 147°15′O / 63.500, -147.250), situado en el monte Hayes (cordillera Hayes) y discurre en dirección generalmente suroeste hasta la ciudad de Curry, gira al sur a lo largo de la cara oeste de los montes Talkeetna, pasa por Talkeetna, río Chulitna y la ciudad de Susitna, hasta desembocar en la ensenada de Cook y el océano Pacífico, a 39 km de Anchorage.
Varios ríos desembocan en el Susitna, incluido el Susitna Este y el Susitna Oeste. El Pequeño Susitna es un sistema fluvial separado que desemboca en la ensenada de Cook al otro lado de las Susitna Flats (llanuras Susitna). Recibe también las aguas del río Yentna desde el noroeste, aproximadamente 8 km al norte de la ciudad de Susitna.
El Susitna, junto con el río Matanuska, drenan el amplio valle Matanuska-Susitna al sur de la cordillera de Alaska. Su cuenca hidrográfica se extiende a lo largo de 52.000 kilómetros cuadrados.
Es navegable 137 km río arriba desde su desembocadura hasta la ciudad de Talkeetna.
El río Susitna es uno de los principales cursos fluviales para el deporte de la pesca del centro sur de Alaska, con capturas significativas de salmón chinook y salmón planteado y con poblaciones residentes de graylings, lotas y truchas arco iris. Localizado dentro de un área sin caminos, el acceso al río es difícil y se hace por lo general en barcos a motor o en hidroaviones monomotor.
El borough de Matanuska-Susitna incluye gran parte de la superficie a lo largo de los ríos Susitna y Deshka. El impacto del uso recreativo veraniego y los turistas han ocasionado la pérdida de vegetación ribereña y la erosión de las orillas a lo largo del curso inferior del río Deshka en la confluencia con el Susitna, que se ha subsanado en parte gracias diversos proyectos de restauración.
Aproximadamente entre el 19 de octubre y el 14 de noviembre el río Susitna se congela o aparecen hielos durante el invierno. Entre el 12 de abril y el 10 de mayo el hielo se rompe con la llegada del verano.

## Afluentes
- Río Susitna Este
- Río Susitna Oeste
- Río Yentna
- Río Deshka
- Río Talkeetna
- Río Chulitna
- Río Oshetna
- Río Tyone
- Río Maclaren